# Tempo (Schach)
Tempo (von italienisch tempo ‚Zeit‘; Plural: Tempi) bezeichnet im Schachspiel das Zugrecht beziehungsweise die Zugpflicht für einen (Halb-)Zug. In Bezug auf die Spielregeln ist ein Tempo damit zugleich eine Zeiteinheit im Spiel.

## Zeitliche Dimension
Die zeitliche Dimension eines Tempo ist stets auf das gemäß Spielregeln ausnahmslos abwechselnde Zugrecht bzw.  die Zugpflicht zu sehen und darf nicht mit der Bedenkzeit nach den Turnierregeln des Schachs verwechselt werden. In diesem Sinne kann es einem Spieler z. B. an „Zeit“ im Sinne von Zugrecht fehlen, um einen oder mehrere notwendige Verteidigungszüge zur Abwehr eines Mattangriffs zu spielen, weil gemäß den Spielregeln stets abwechselnd zu ziehen ist.

## Der „schlechte“ Tempoverlust
Speziell während der Eröffnung ist es in der Regel wichtig, die Figuren schnell, d. h. ohne Zeitverlust, zu entwickeln und optimal zu platzieren. Werden hierbei Zugrechte (=Tempi) durch „schlechte“ Züge verschwendet, im Extremfall das Vor- und nachfolgende Zurückziehen einer Figur ohne damit einen sonstigen Vorteil erreicht zu haben, erlangt der Gegner bei seinerseits korrektem Spiel einen Vorteil.

## Der sinnvolle Tempoverlust
Besonders in Endspielen kann es von Vorteil sein, ein Tempo zu verlieren, um den Gegner in Zugzwang zu bringen. Dies kann durch einen Tempozug (auch als Wartezug bezeichnet) geschehen, der die Zugpflicht erfüllt, jedoch im spielentscheidenden Bereich der Stellung lediglich die Zugpflicht umkehrt. Ein erweitertes Beispiel für bewussten Tempoverlust ist das Dreiecksmanöver.

## Beurteilung eines Tempoverlustes
Ob ein Tempoverlust für einen Spieler, der naturgemäß einen Tempogewinn für den gegnerischen Spieler darstellt, günstig oder ungünstig ist, lässt sich in vielen Fällen nur anhand einer konkreten Stellungsbeurteilung beantworten. Speziell in der Anfangsphase der Partie gibt es Eröffnungssysteme (Gambits), in denen bewusst Material (meistens ein Bauer) geopfert wird, um ein Tempo zu gewinnen. Dem Materialgewinn des Spielers steht als Kompensation dann ein Tempogewinn des anderen Spielers gegenüber.